# Quận Siskiyou, California
Quận Siskiyou là một quận trong tiểu bang California, Hoa Kỳ. Quận lỵ đóng tại thành phố Yreka.. Theo Cục điều tra dân số Hoa Kỳ, dân số năm 2010 của quận này là 44.900 người.

## Địa lý
Quận Siskiyou nằm trong khu vực Shasta Cascade dọc theo biên giới Oregon. Do có các điểm vui chơi giải trí ngoài trời và lịch sử thời đại cơn sốt vàng California, quận này là một địa điểm du lịch quan trọng trong tiểu bang.
Theo Cục điều tra dân số Hoa Kỳ, quận có tổng diện tích 6.347 dặm vuông (16.440 km2), trong đó 6.278 dặm vuông (16.260 km2) là đất và 69 dặm vuông (180 km2) (1,1%) là nước. Đây là quận lớn thứ năm của khu vực ở California.